# Hohokamcultuur
De Hohokamcultuur was een precolumbiaanse archeologische cultuur in wat nu het zuidwesten van de Verenigde Staten is. In de taal van de Pima betekent Hohokam zoveel als Zij die verdwenen zijn, letterlijk: opgebruikt, niet meer bruikbaar. Als naam voor de genoemde cultuur werd de term geïntroduceerd door Harold S. Gladwin, die in 1927 begon met het onderzoeken van de overblijfselen ervan.
De cultuur bestond van ongeveer 300 tot 1.500 na Christus in centraal en zuidelijk Arizona, gecentreerd aan de samenvloeiing van de Gila en Salt River rond het huidige Phoenix. De bekendste overblijfselen van Hohokam-nederzettingen zijn de Casa Grande Ruins in het Hohokam National Monument met dezelfde naam, en Snaketown, aangewezen als Hohokam Pima National Monument, een precolumbiaanse nederzetting die nu in het Gila River-reservaat ligt en gesloten is voor het publiek. Andere vondsten zijn bekend uit het Nationaal Historisch Park van de Chacocultuur en de White Tank Mountains.

## Kenmerken
Archeologisch gezien werd de Hohokamcultuur vastgesteld door de karakteristieke aardewerkvondsten tijdens de eerste intensieve verkenning in de jaren 1920. Ze worden gekenmerkt door meerdere herhalingen van kleine patronen van rode kleur op een geelachtige, grijze of bruine klei.

### Nederzettingen
De nederzettingen bestonden uit een kern van dicht opeengepakte gebouwen met verspreide huizen aan de rand. Het centrum was gegroepeerd rond grote pleinen of aardheuvels met een platform erop. De gebouwen bestonden uit kuilwoningen met muren van vlechtwerk en leempleister. Vanaf ongeveer 1.150 verschenen er ook muren van leemstenen.
De pleinen werden traditioneel geïdentificeerd als speelvelden voor het Meso-Amerikaanse balspel, maar in 2009 werd gesuggereerd dat het dansvloeren zouden kunnen zijn, die in de eeuwenoude tradities van het Vikita-festival van de Papago stonden. Onder andere de gebogen zijlijnen en lage randen maken de banen van de Hohokam ongeschikt voor het balspel, maar voldoen aan de vormen van de Papago.

### Irrigatielandbouw
De landbouw en voedselvoorziening werden gevormd door de klimatologische omstandigheden in de laaglandwoestijn. De jaarlijkse regenval was ongeveer 180 mm. De beschikbaarheid van drinkwater was niet het hele jaar door gegarandeerd. Misschien wel het meest uitgebreide kenmerk van de Hohokamcultuur was een uitgebreid irrigatiesysteem dat zich uitstrekte over 1.200 kilometer en een gebied van meer dan tienduizend hectare bevloeide.
Voor de Cave Creek, een zijrivier van de Salt River, zijn er aanwijzingen dat de Hohokam de hele bedding van de rivier kunstmatig hadden omgeleid om het percentage leem in de grond te verhogen, wat de vruchtbaarheid gedurende meerdere jaren bevorderde. Volgens bodemanalyses waren ze in staat om het gehalte van 18 procent in de typische bodems van de regio te verhogen tot ongeveer 45 procent en zo het watervasthoudend vermogen van de grond aanzienlijk konden vergroten.
Op terrasvormige velden verbouwden de Hohokam voornamelijk maïs, maar ook bonen, pompoenen en katoen. in geïsoleerde gevallen werden ook Amarant en gerst aangetroffen. Voor de grondbewerking gebruikte men schoffels en graafstokken met been- of steenpunten eraan. Naast landbouw was ook het verzamelen van wilde vruchten van belang, vooral Prosopis en opuntia-cactussen.
Terwijl archeologisch onderzoek naar de Hohokamcultuur zich lang richtte op de nederzettingen, werd in de 21e eeuw de ruimte tussen de dorpen als belangrijk voor landgebruik en sociale aspecten erkend. De evaluatie van geïsoleerde vondsten die geen direct verband hielden met een grotere vindplaats toonde aan dat de Hohokam vaak individueel of in kleine groepen verschillende plaatsen in hun vestigingsgebied bezochten om daar gespecialiseerde taken uit te voeren. De Hohokam gebruikten hun gebied tot ver buiten de landbouwgebieden en de directe omgeving van de dorpen, en veel intensiever dan eerder werd aangenomen. Artefacten zijn bijna evenveel gevonden in de verschillende landvormen, op de alluviale vlaktes in de valleien, de droge vlaktes en op heuvelruggen. De specifieke toepassingen zijn moeilijk in te schatten. Er zijn aanwijzingen dat agaves werden verzameld als vezelplant en als voedsel, of dat ze decentraal werden gekweekt. Er werden ook stenen werktuigen gemaakt, en potten van klei werden waarschijnlijk af en toe ook buiten de nederzettingsgebieden geproduceerd.

### Cultuur en handel
Tot ongeveer 1300 was crematie de enige vorm van lijkbezorging. In de late fase werden lijken ook rechtstreeks begraven. Onderzoek van een begraafplaats op de La Plaza-site in Arizona gaf inzicht in de begrafenisgebruiken van de Hohokam. Onder de beter bewaarde graven waren 66 lichaamsbegrafenissen en 52 crematies, dus beide methoden werden in ongeveer vergelijkbare aantallen gebruikt. Rond 74% bevatte grafgiften. De analyse van het stoffelijk overschot van een vrouw die op ongeveer 20-jarige leeftijd stierf suggereert dat leden van de stam met gezondheidsproblemen uitgebreid werden verzorgd. De jonge vrouw leed al jaren aan een botziekte, en stierf uiteindelijk aan een longziekte, vermoedelijk tuberculose, gekoppeld aan vitamine D-tekort. De uitstekende conditie van haar gebit suggereert dat ze jarenlang door familieleden werd verzorgd en dat ze een speciaal bereid koolhydraatarm dieet kreeg aangeboden dat bijna vrij was van korrelig materiaal. De archeologen zien hierin een bewijs van sterke sociale banden en mogelijk een hoge status voor de jonge vrouw en haar gezin. 
Vanwege de sterke gelijkenis van alle vondsten in het hele nederzettingsgebied kan worden aangenomen dat er nauwe contacten waren tussen alle leden van de Hohokamcultuur. Familierelaties, de ontwikkeling van aan het klimaat aangepaste economische systemen en speculatie over gedeelde religieuze overtuigingen worden genoemd als methoden voor culturele homogeniteit.
De Hohokamcultuur werd waarschijnlijk sterk beïnvloed door Meso-Amerika. Zowel de heuvels met platforms als het balspel duiden hierop.
Leden van de Hohokamcultuur haalden grote hoeveelheden schelpen van de Mexicaanse kusten, die tot sieraden werden verwerkt. Er bestonden ook banden met de Rocky Mountains, van waaruit obsidiaan werd verhandeld. Speksteen en andere zeldzame gesteenten waren afkomstig uit het Oosten.

## Overgang naar de Pima
Traditioneel dacht men dat de Hohokamcultuur vanaf de 12e eeuw begon af te nemen. Ten eerste veroorzaakte droogte hongersnood, en in de volgende eeuw verwoestten overstromingen een groot deel van het irrigatiesysteem, waardoor de Hohokam hun bestaansmiddelen verloren. Men geloofde dat de inval van nieuwe stammen uit het noorden en de verstoorde handelsbetrekkingen met Mexico de Hohokam uiteindelijk naar een lager cultuurniveau zouden hebben gedwongen.
Een herbeoordeling van nederzettingspatronen en een nauwkeurigere toewijzing van dateringen aan individuele groepen vondsten suggereert dat de Hohokam op een ordelijke manier en zonder culturele ineenstorting overgingen tot de Pima. De twee rivieren in het vestigingsgebied van de Hohokam, de Gila en Salt River, vertonen een duidelijk verschillend terreinprofiel en dus ook verschillende afvoerpatronen. Klimaatveranderingen in de regio zorgden ervoor dat soms de een, soms de ander afvoerprofielen vertoonde die meer geschikt waren voor irrigatielandbouw. Vóór ongeveer 1100 vestigden de Hohokam zich voornamelijk in het stroomgebied van de Salt River, en rond 1450 in de zogenaamde klassieke periode verplaatsten ze hun kanaalsystemen naar de Gila. De daaropvolgende terugkeer naar de Salt River en naar essentiële elementen van landbouwpraktijken uit het vroegere tijdperk kan worden gezien als de opkomst van de Pima.

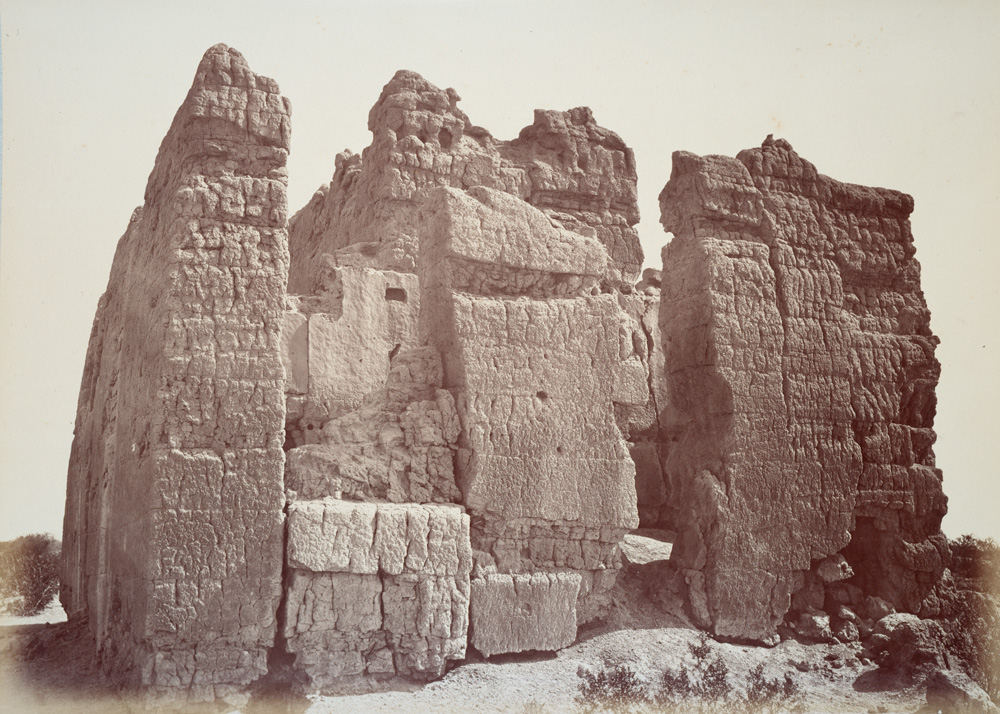
Casa Grande, omstreeks 1880
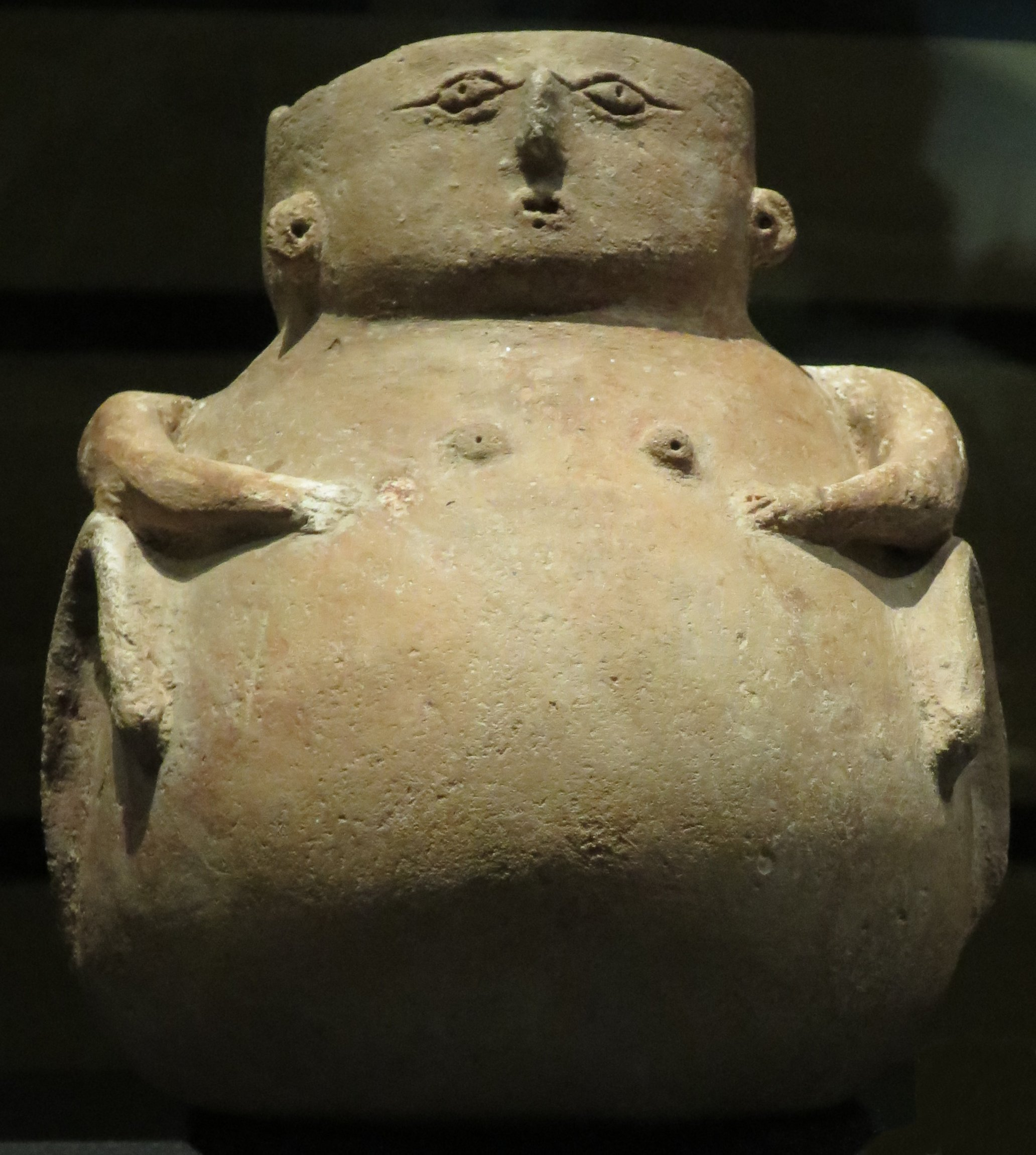
vaatwerk in mensenvorm, Heard Museum
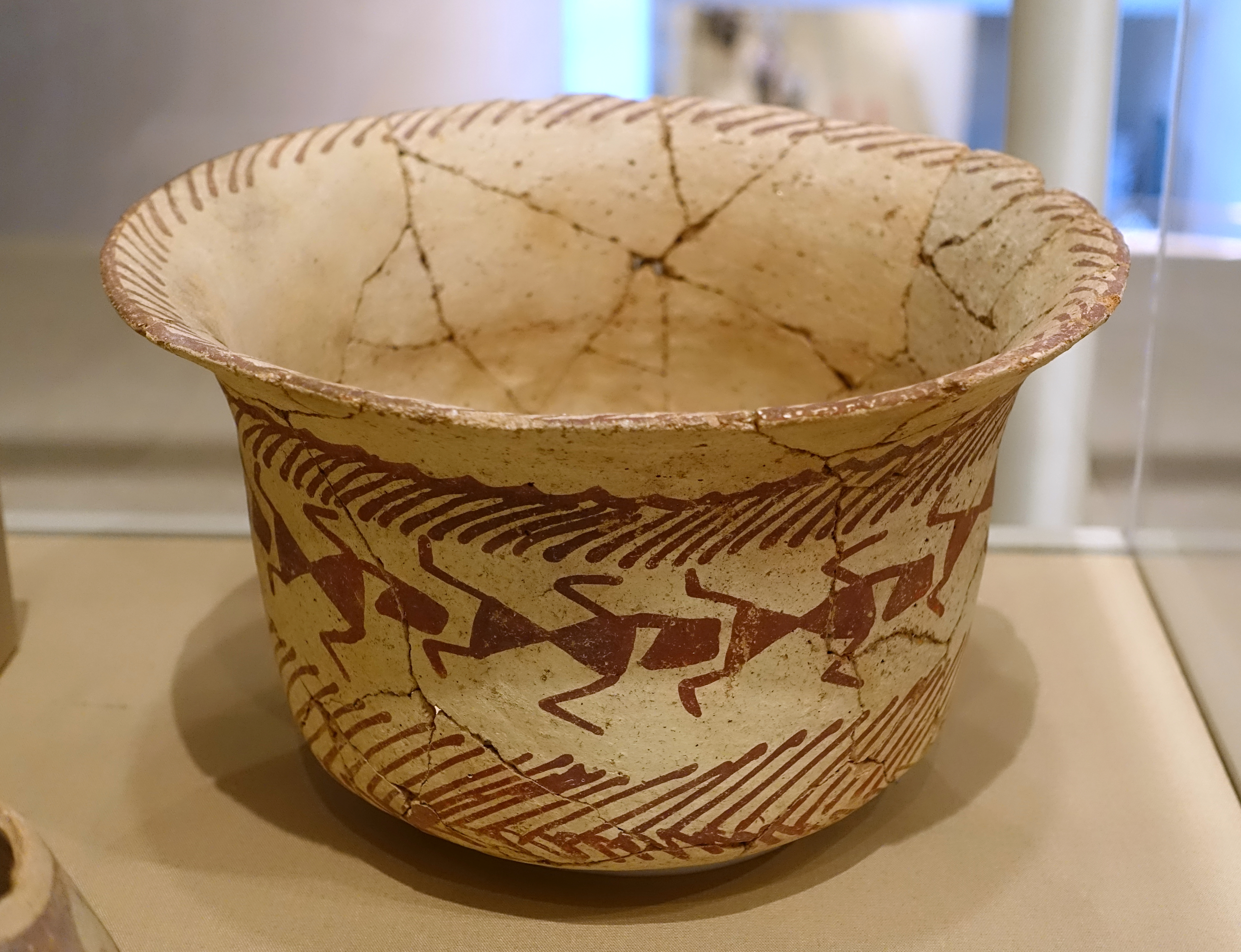
vaatwerk gedecoreerd met gestyleerde menselijke figuren, Dallas Museum of Art
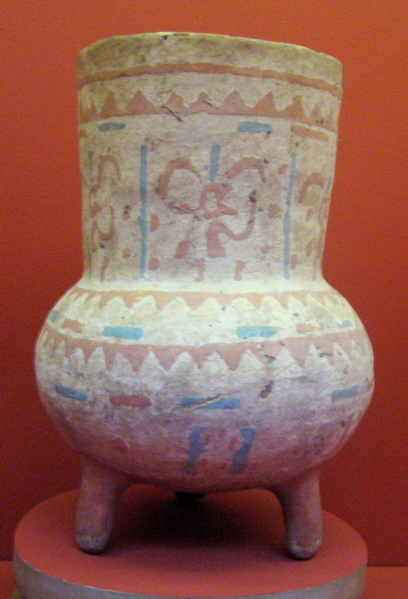
aardewerk uit Casa Grande

- Library of Congress Control Number: sh85061402
- Nationale Bibliotheek van Israël: 987007562972805171